# نهر كابواس

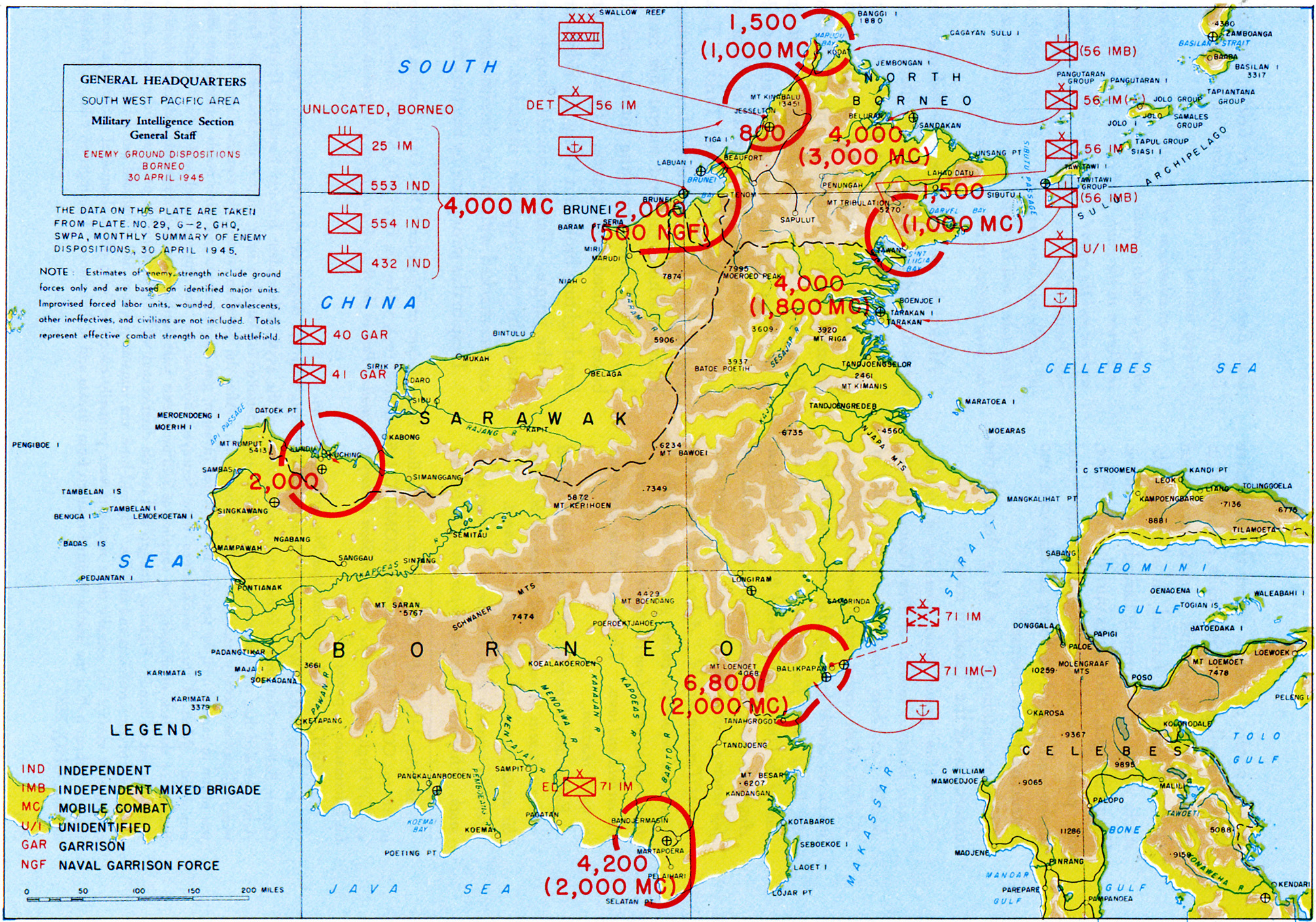
خريطة عام 1945 تبين نهري كابواس في بورنيو (Kapueas على الخريطة)

نهر كابواس (أو نهر كابوياس) هو نهر في الجزء الإندونيسي من جزيرة بورنيو في المركز الجغرافي منطقة جنوب شرق آسيا البحرية. في 1,143 كيلومتر (710 ميل) في الطول، وهو أطول نهر في إندونيسيا وواحد من أطول نهر في العالم من أنهار الجزر. مصدره في جبال مولر في وسط الجزيرة ويتدفق غربا في بحر الصين الجنوبي مكوناً دلتا مستنقع ممتدة. تقع الدلتا غرب وجنوب غرب
مدينة بونتياناك, عاصمة محافظة كالمنتان الغربية. هينبغي تمييز نهر كابواس عن نهر كابواس الآخر، والذي يبدأ على الجانب الآخر من نفس سلسلة الجبال في وسط بورنيو، ولكنه يتدفق إلى الجنوب، ويندمج مع نهر باريتو ويصب في بحر جاوة.

## الجغرافيا والهيدرولوجيا
النهر هو 1,143 كيلومتر (710 ميل) طويلة تصل إلى 700 متر (2,300 قدم) عريض في دلتاه; مع مساحة إجمالية قدرها 98,740 كيلومتر مربع (38,120 ميل2) ، حوض نهر يغطي أكثر من 67% من كاليمانتان الغربية . معدل التصريف يختلف خلال العام، حيث بلغ متوسطها حوالي 6,000–7,000 متر مكعب لكل ثانية (210,000–250,000 قدم3/ث) في دلتا 2,000 متر مكعب لكل ثانية (71,000 قدم3/ث) المنبع، عند التقاء نهر تاوانج.أعلي معدلات التفريغ خلال مواسم الأمطار في أبريل ونوفمبر، حيث قد يرتفع منسوب المياه بمقدار 10-12 متر (33-39 قدمًا) خلال الليل، ويفيض على ضفاف النهر ويغرق المناطق المجاورة.
النهر يصب في بحر الصين الجنوبي مكوناً مستنقعات الدلتا، الذي تنتشر في كل من البر إلى البحر، مع ترسبات الطمي التي تمتد حتى 50-60 كم (31-37 ميل) من ساحل بورنيو. الدلتا يقع غرب وجنوب غرب مدينة بونتياناك، عاصمة محافظة كالمنتان الغربية التي تقع على خط الاستواء. تحتوي الدلتا على خمسة أذرع، منها الشمال هو الأوسع، ولذلك يطلق عليه كببواس الكبير (بالإندونيسية: Kapuas Besar). أكبر رافد هو نهر ميلاوي الذي يمتد إلى اليسار بالقرب من مدينة سينتانج حوالي 465 كم من الرأس. الروافد الرئيسية الأخرى هي Landak ، Kubu ، Punggur وأنهار سيكايام.

## المناخ
المناخ دافئ ورطب جدا، مع متوسط هطول الأمطار السنوي تتراوح من سنة إلى أخرى بين 2,863 to 5,517 مليمتر (112.7–217.2 بوصة)و عدد الأيام الممطرة بين 120 و 309; أكبر الأمطار لوحظ في عام 1976 (120 الأيام الممطرة) أمطار في عام 1988 فقط 184 الأيام الممطرة. درجة الحرارة مستقرة إلى حد ما مع نموذجي الحد الأدنى من 24 °م (75 °ف) وأقصاها 32 °م (90 °ف) خلال العام كله.

## النباتات والحيوانات

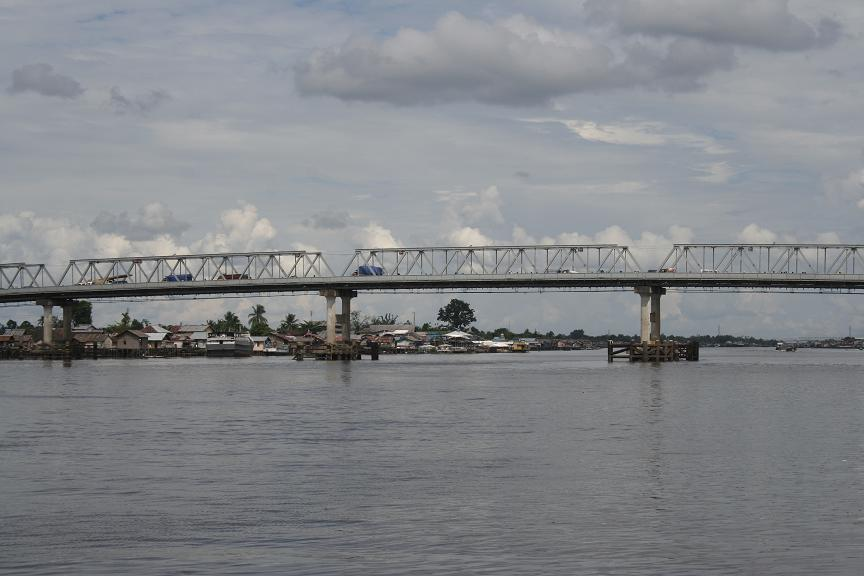
جسر على مشارف مدينة بونتياناك

في المجرى العلوي والمتوسط، يتدفق النهر عبر الغابات المدارية الكثيفة ؛ غنية من النباتات والحيوانات وهي موضوع البحث الدولي. اكتشافات الأنواع الجديدة متكررة، مثل ثعبان كابواس الطيني (Enhydris gyii) التي تم اكتشافها في 2003-2005 من قبل علماء الزواحف والبرمائيات الألمان والأمريكان. هذه الأنواع لافتة للنظر في أنها يمكنها تلقائيا تغيير لون الجلد، على غرار الحرباء.
ثعالب الماء والتماسيح شائعة في نهر كابواس، ولكن الضفادع تكاد تكون غائبة. جيبون رشيق (Hylobates agilis) وجيبون مولر البورنيوي (Hylobates muelleri) وسناجب بريفوست (Callosciurus prevostii) وزبابيات الشجر تسكن الأشجار فوق النهر.
هناك اثنين من المتنزهات الوطنية على ضفاف النهر، بيتونج كيريهون
مع مساحة 8000 كم2 و داناو سنتاروم (المساحة 1,320 كم2) ، وهذه الأخيرة تشمل بحيرات كابواس.

### السمك

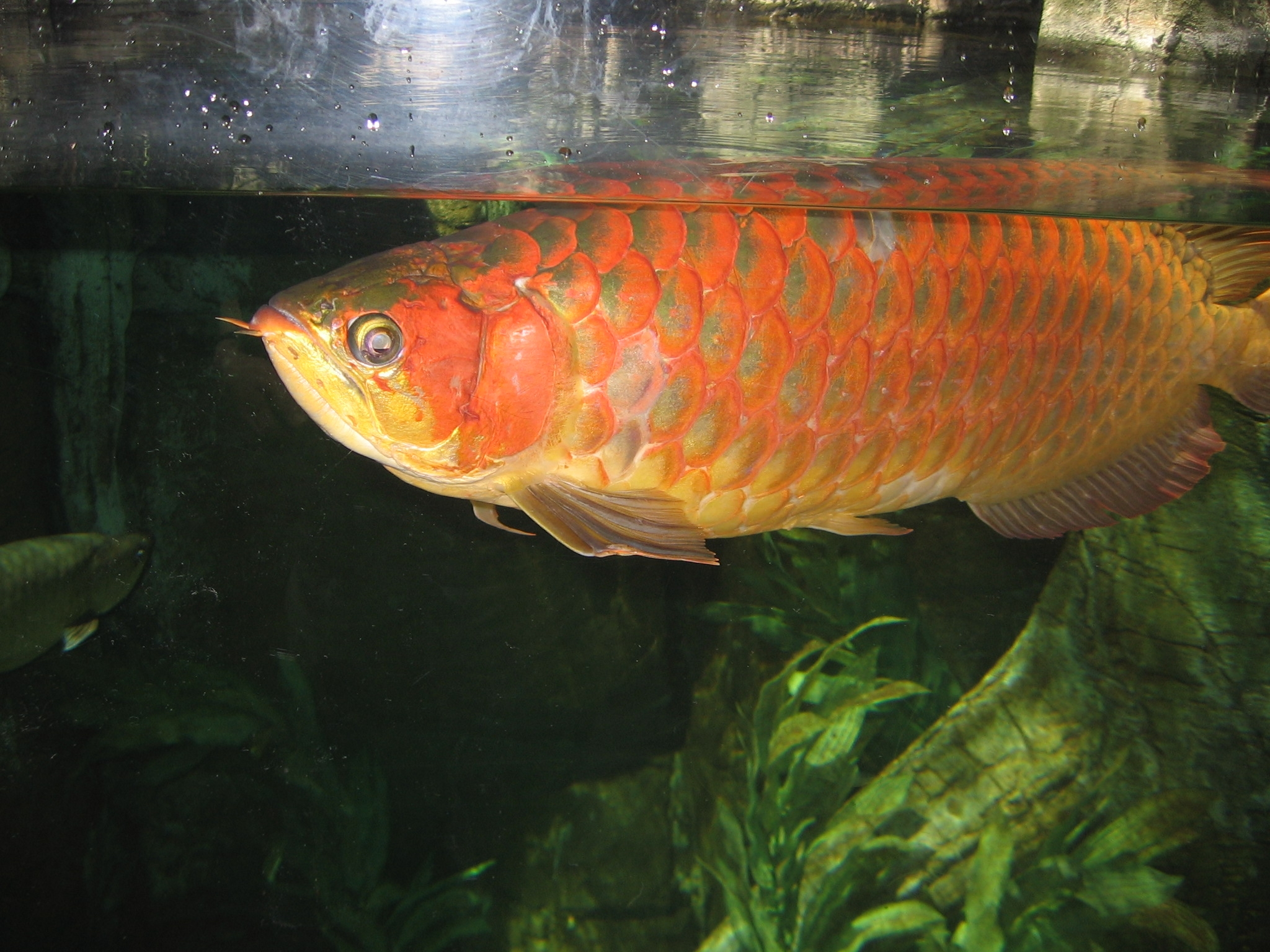
عظمية اللسان الحمراء، إما تعتبر نوع من عظمية اللسان الآسيوية أو أنها نوع خاصة منفرد بنفسه، وموجود فقط في كابواس

حوالي 300 نوع من الأسماك تم تحديدها في حوض النهر، منها 234 ذات قيمة اقتصادية عالية. هذا هو أكثر عدد أنواع أسماك من أي حوض نهر في اندونيسيا. وهي تنتمي إلى 120 جنسا و 40 عائلة مع المجموعتين الرئيسيتين هما الشبوطيات وسمك السلور. أكثر من 30 ٪ من الأنواع تأتي من البحر وتسكن مناطق الدلتا. من بين الأنواع المهمة اقتصاديًا توجد الأسماك الغذائية مثل سمك السلور بنغاسيوس و جورامي عملاق و كيسينج جرامي, رؤوس الأفعى و الشوكيات الكبيرة (Leptobarbus, Puntioplites، Tor وغيرها) ، الأنواع من الحوض التجارة مثل عظمية اللسان الحمراء و الراسبورا. بسبب الصيد الجائر وتدهور الموائل تتعرض العديد من الأنواع للتهديد للانقراض. ومن بين هذه الانواع المهددة بالانقراض عظمية اللسان
وwhite-edge freshwater whipray ، سمك السلور والاجو التي كانت هاجرت في مجموعات كبيرة في نهر كابواس.
ويرتبط جزء من تنوع الأنواع المرتفعة في كابواس بالعديد من الموائل المختلفة في حوض النهر.في المنابع تتدفق جداول المرتفعات سريعة التدفق، وعادة ما يهيمن عليها شبوطيات صغيرة، و—غالبا ما تكون حمضية (بلاك ووتر) — تيارات الغابات والمستنقعات الخثية مع أنواع مثل صغيرة Sundadanio يشكلان أساسا جيدا لهذا الغرض و Macropodusinae|macropodusine]] gouramis]]. ويشمل النهر الرئيسي نفسه العديد من الموائل، التي تتراوح من المياه القريبة إلى المياه المفتوحة. في أعمق الأقسام، لا يوجد ضوء وفي نوع واحد، Lepidocephalus spectrum, وقد أدى هذا إلى تخفيض كاملة من كلتا العينين وتصبغ (على غرار أسماك الكهف).

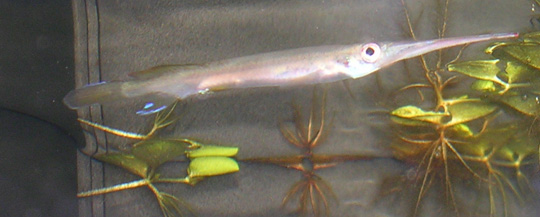
Female Hemirhamphodon pogonognathus حوالي طول

بسبب المناخ الدافئ ووفرة الغذاء، تتكاثر معظم الأسماك طوال العام مع عدد قليل فقط من الأنواع
مثل أنقليس النار (Mastacembelus erythrotaenia) وجود بعض فترات التكاثر. عدد الأفراد لكل نوع منخفض نسبيًا. يمكن تفسير التنوع الكبير للأنواع بحقيقة أن نهر كابواس، باعتبارها كرافد لنهر سوندا، كان متصلا الأخرى روافد أنهار جنوب سومطرة، جاوة وجزيرة الملايو. وبصرف النظر عن الأسماك، هناك العديد من السرطانات، روبيان المياه الحشرات وغيرها من الحشرات المائية. الحياة النباتية والحيوانية الغنية نتائج معقدة جدا السلاسل الغذائية ، مع الأسماك تستهلك الأطعمة بدءا من الفواكه إلى الأسماك الأخرى. على سبيل المثال، Hemirhamphodon pogonognathus يغذي حصريا على الأرضية الحشرات. وفيرة الثمار والبذور تدخل في النهر بعد سقوطه من الأشجار الكبيرة التي تنحني مياهها. في العادات الغذائية من الأسماك في Kapuas نهر توزع على النحو التالي: 54% هي حيوانات آكلة اللحومو36% آكلة اللحوم وتأكل الأسماك الأخرى (14%) والحشرات (5%) مختلطة صغيرة حيوانات الغابة (17%). و 10 ٪ الباقية هي العاشبة، 4% منهم متخصص في الطحالب.

## النقل والقيمة الاقتصادية
نهر كابواس هو الممر المائي الرئيسي الذي يربط وسط الجزيرة بساحلها الغربي. عرض النهر الكبير وعمقه (يصل إلى 27 مترا) دعم شحن البضائع والركاب المكثف على معظم طول النهر. يمكن للسفن التي يصل طولها إلى 3 أمتار التنقل إلى سينتانج ، على بعد 465 كم من أول النهر، ويمكن للتي يصل طولها إلى مترين الوصول إلى مدينة بوتوسيباو (902 كم من أول النهر). يحدث قطع الأشجار وتجمع الأخشاب على طول النهر. الصيد هو أيضا شائع، لا سيما في بحيرات كابواس وبالقرب من دلتا النهر. جسر تايان، افتتح في عام 2016 ، يعبر النهر ويعد أطول جسر في كاليمانتان.

## قائمة المراجع
- MacKinnon, Kathy The ecology of Kalimantan, Oxford University Press, 1996, (ردمك 0-945971-73-7)